# ناتالی آچونوا
ناتالی آچونوا (انگلیسی: Natalie Achonwa؛ زادهٔ ۲۲ نوامبر ۱۹۹۲) بازیکن بسکتبال اهل کانادا است. وی در مسابقات کشوری و بین‌المللی در مجموع برندهٔ ۲ مدال طلا، ۱ مدال نقره شده‌است.